# Vilarinho de Cotas
Vilarinho de Cotas ist ein Ort und eine ehemalige Gemeinde (Freguesia) im portugiesischen Kreis Alijó. In der Gemeinde lebten 149 Einwohner (Stand 30. Juni 2011).
Am 29. September 2013 wurden die Gemeinden Vilarinho de Cotas, Vale de Mendiz und Casal de Loivos zur neuen Gemeinde União das Freguesias de Vale de Mendiz, Casal de Loivos e Vilarinho de Cotas zusammengefasst.